# Endrick
Endrick Felipe Moreira de Sousa, plus couramment appelé Endrick, né le 21 juillet 2006 à Taguatinga, District fédéral, Brésil, est un footballeur international brésilien qui évolue au poste d'avant-centre au Real Madrid.

## Biographie

### Enfance
Né le 21 juillet 2006 à Taguatinga, dans le District fédéral, au Brésil, Endrick Felipe Moreira de Sousa commence à jouer au football à l'âge de quatre ans. Son père, Douglas Sousa, publie les buts de son fils sur YouTube dans l'intérêt d'attirer l'attention des plus grands clubs brésiliens. Endrick se jure alors de devenir footballeur professionnel pour aider sa famille, après que son père fut incapable de le nourrir.
Son père était au chômage avant de recevoir un emploi d'agent d'entretien par le club de Palmeiras.

## Carrière en club

### Palmeiras
Après avoir failli signer au São Paulo FC, Endrick décide de rejoindre l'équipe de jeunes de Palmeiras à l'âge de 10 ans. En cinq ans, il marque au total 165 buts en 169 matchs pour les équipes de jeunes de Palmeiras. Il participe à la Copa São Paulo de Futebol Júnior 2022, où il marque sept buts en sept matchs et est élu joueur du tournoi par les supporters après avoir mené Palmeiras au titre,. Après le tournoi, il attire l'attention des médias internationaux et des grands clubs européens dont ceux de Premier League,,. Il remporte également avec les jeunes la Coupe du Brésil des moins de 17 ans et le championnat du Brésil des moins de 20 ans.
Le 21 juillet 2022, date d'anniversaire de ses 16 ans, Endrick signe son premier contrat professionnel avec une validité initiale de trois ans en faveur de Palmeiras. Le 6 octobre 2022, Endrick réalise ses débuts professionnels. Sur le banc au début du match, il rentre en jeu en seconde période en remplaçant Rony et aide son équipe à remporter le match sur le score de quatre buts à zéro contre le Coritiba FC lors d'un match de championnat brésilien. À 16 ans, deux mois et quinze jours, il devient ainsi le plus jeune joueur de l'histoire de Palmeiras en dépassant son compatriote Vinícius.
Le 25 octobre 2022, à l'âge de 16 ans, trois mois et quatre jours, Endrick marque ses deux premiers buts lors d'une victoire de son équipe sur le score de trois buts à un contre l'Athletico Paranaense. Il devient ainsi le deuxième plus jeune buteur de l'histoire de la première division brésilienne devant Heitor et derrière Toninho de Matos. Le 2 novembre 2022, il marque son troisième but de la saison contre Fortaleza. À trois journées de la fin du championnat, Palmeiras remporte le championnat brésilien pour la onzième fois,. Grâce à cet exploit, Endrick devient le premier joueur de l'histoire du club à être champion dans toutes les catégories, des U11 aux professionnels.
Palmeiras décroche une nouvelle fois le Brasileirão en 2023, grâce à un but d'Endrick lors du match contre Cruzeiro (1-1) lors de la dernière journée. À cette occasion, il dépasse Neymar au classement des joueurs mineurs ayant inscrit le plus de buts sur une saison du championnat brésilien, avec onze buts en 31 rencontres.

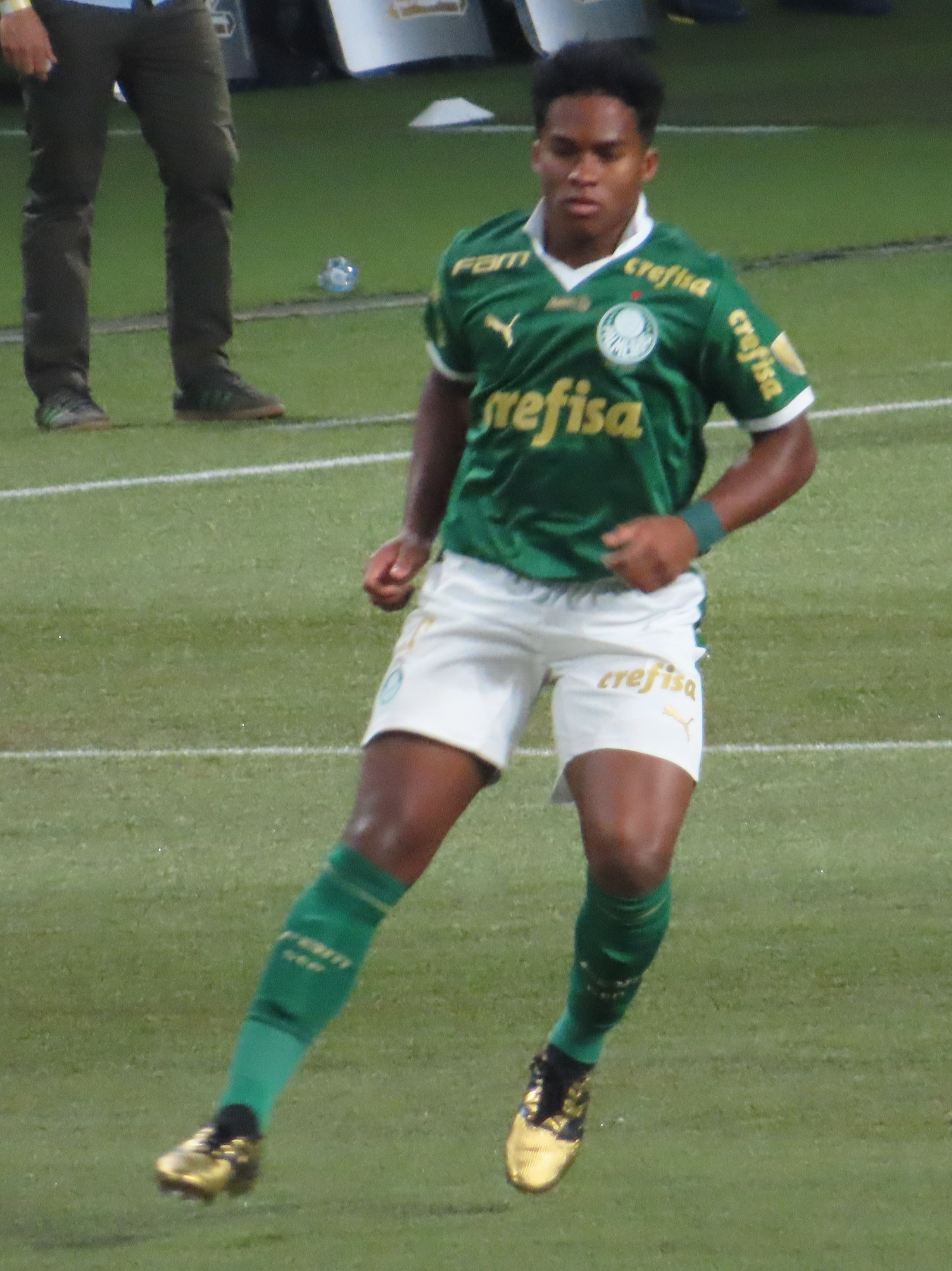
Endrick avec Palmeiras

Il joue son dernier match avec Palmeiras le 30 mai 2024 lors de la sixième et dernière journée de phase de poule de Copa Libertadores face à San Lorenzo (0-0), apparaissant en pleurs sur le terrain il déclare : « Je suis triste et heureux en même temps, et il m'est difficile de parler ».

### Real Madrid
Endrick est convoité par le Paris Saint-Germain, Chelsea et le FC Barcelone,,. Cependant, le 8 décembre 2022, un accord verbal est trouvé entre Endrick et le Real Madrid,. Le montant du transfert s'élève à 35 millions d'euros auxquels viennent s'ajouter 25 millions de bonus. Toutefois, le Real Madrid doit attendre l'autorisation de la Fédération internationale de football association (FIFA) qui a récemment décidé de durcir les conditions pour de tels mouvements.
Finalement, le 15 décembre 2022, le Real Madrid annonce à travers un communiqué qu'un accord a été trouvé avec le club de Palmeiras et la famille d'Endrick. Ce dernier ne rejoindra l'équipe des Merengues qu'en juillet 2024, lorsqu'il aura atteint ses 18 ans,. Avec ce transfert, Endrick devient la deuxième plus grosse vente de l'histoire du football brésilien derrière Neymar, vendu au FC Barcelone en 2013 pour quatre-vingt-huit millions d'euros, et devant Vinícius Júnior et Rodrygo, vendus au Real Madrid en 2018 et 2019 pour quarante-cinq millions d'euros chacun.

## Carrière en sélection

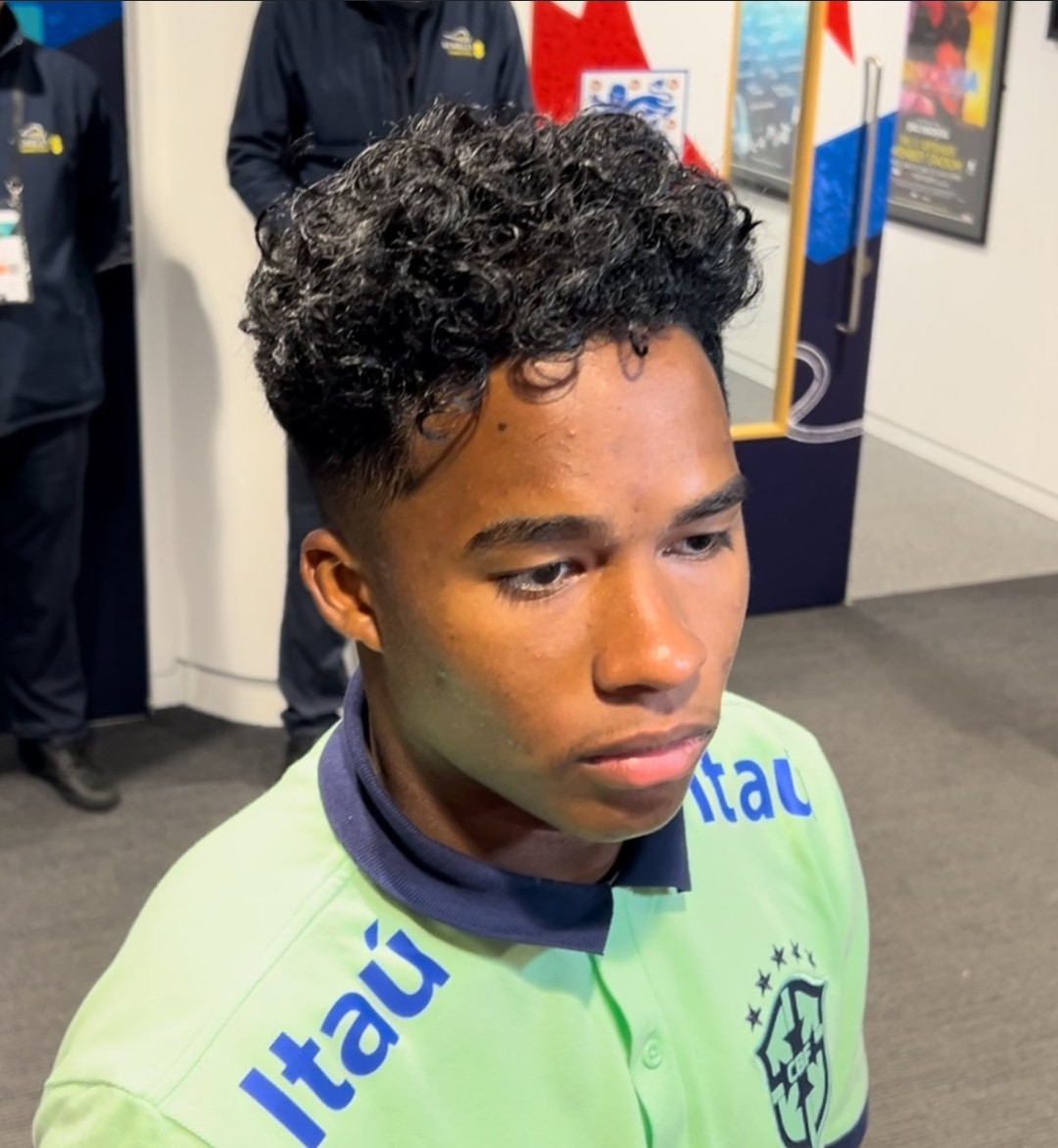
Endrick lors de la sélection brésilienne en 2024

Le 12 avril 2022, Endrick dispute son premier match avec l'équipe du Brésil des moins de 17 ans lors d'une rencontre face au Mexique (victoire, 4-0). Durant ce match, il inscrit son premier but lors de la 3e minute de jeu. Le 14 avril 2022, face à l'équipe des Pays-Bas des moins de 16 ans, il inscrit son premier doublé lors d'un match (match nul, 2-2).
Le 6 novembre 2023, Endrick est appelé en sélection par Fernando Diniz pour les matches contre la Colombie et l'Argentine. Il devient le plus jeune joueur sélectionné par la Canarinha depuis Ronaldo. Il fait ses débuts le 17 novembre 2023 lors du match de qualification à la Coupe du Monde 2026 face à la Colombie à Barranquilla (défaite 2-1) en remplaçant Raphinha à la 82ème minute. Il remplace de nouveau Raphinha le 22 novembre au Maracanã lors de la défaite 1-0 face à l'Argentine.
En décembre 2023, il est convoqué par Ramon Menezes en équipe du Brésil olympique pour disputer le tournoi pré-olympique au Venezuela, avec l'objectif de se qualifier Jeux olympiques 2024 où le Brésil est double champion en titre. Endrick inscrit deux buts en huit matchs mais ne parvient pas à se qualifier, son équipe terminant troisième derrière le Paraguay et l'Argentine. Il rate notamment un pénalty décisif lors de la défaite face au Paraguay (1-0). En mars 2024 , il connaît ses deux premières sélection contre l’Angleterre et l’Espagne où il marque lors de chacune des deux rencontres. Le 10 mai 2024, il figure dans la liste des joueurs retenus par Dorival Júnior pour participer à la Copa América 2024.

## Style de jeu
Attaquant gaucher doté d'une bonne frappe, Endrick est souvent comparé aux attaquants brésiliens Ronaldo et Romário,. Lorsqu'on lui demande de décrire son style de jeu, il répond : « Je me battrai toujours. Je serai persistant et j'essaierai jusqu'à la dernière minute où je serai dans le match. Je n'abandonne jamais, je mets la pression sur les défenseurs, je cours plus que quiconque sur le terrain ». Ses idoles sont l'attaquant portugais Cristiano Ronaldo ainsi que l'attaquant anglais Bobby Charlton, ce qui lui vaut d'être surnommé "Bobby" en raison de la grande différence générationelle entre Charlton et lui,. Il est considéré comme l'un des meilleurs espoirs du football brésilien,,.

## Statistiques

### En club
| Saison                | Club                  | Championnat           | Championnat | Championnat | Championnat | Coupe(s) nationale(s) | Coupe(s) nationale(s) | Coupe(s) nationale(s) | Supercoupe | Supercoupe | Supercoupe | Compétition(s) continentale(s) | Compétition(s) continentale(s) | Compétition(s) continentale(s) | Compétition(s) continentale(s) | Paulista A1 | Paulista A1 | Paulista A1 | Total | Total | Total |
| Saison                | Club                  | Division              | M.          | B.          | P.d.        | M.                    | B.                    | P.d.                  | M.         | B.         | P.d.       | Comp.                          | M.                             | B.                             | P.d.                           | M.          | B.          | P.d.        | M.    | B.    | P.d.  |
| 2022                  | Palmeiras             | Série A               | 7           | 3           | 0           | -                     | -                     | -                     | -          | -          | -          | CL                             | -                              | -                              | -                              | -           | -           | -           | 7     | 3     | 0     |
| 2023                  | Palmeiras             | Série A               | 31          | 11          | 0           | 3                     | 0                     | 0                     | 1          | 0          | 0          | CL                             | 5                              | 1                              | 0                              | 13          | 2           | 0           | 53    | 14    | 0     |
| 2024                  | Palmeiras             | Série A               | 6           | 0           | 0           | 2                     | 0                     | 0                     | -          | -          | -          | CL                             | 5                              | 2                              | 1                              | 9           | 2           | 1           | 22    | 4     | 2     |
| Sous-total            | Sous-total            | Sous-total            | 44          | 14          | 0           | 5                     | 0                     | 0                     | 1          | 0          | 0          | -                              | 10                             | 3                              | 1                              | 22          | 4           | 1           | 82    | 21    | 2     |
| 2024-2025             | Real Madrid           | Liga                  | 22          | 1           | 0           | 6                     | 5                     | 0                     | 0          | 0          | 0          | C1                             | 9                              | 1                              | 0                              | -           | -           | -           | 37    | 7     | 0     |
| Total sur la carrière | Total sur la carrière | Total sur la carrière | 66          | 15          | 0           | 11                    | 5                     | 0                     | 1          | 0          | 0          | -                              | 19                             | 4                              | 1                              | 22          | 4           | 1           | 119   | 28    | 2     |

### En sélection nationale
| Saison                | Sélection             | Phases finales        | Phases finales | Phases finales | Phases finales | Éliminatoires CDM | Éliminatoires CDM | Éliminatoires CDM | Matchs amicaux | Matchs amicaux | Matchs amicaux | Total | Total | Total |
| Saison                | Sélection             | Compétition           | M              | B              | Pd             | M                 | B                 | Pd                | M              | B              | Pd             | M     | B     | Pd    |
| --------------------- | --------------------- | --------------------- | -------------- | -------------- | -------------- | ----------------- | ----------------- | ----------------- | -------------- | -------------- | -------------- | ----- | ----- | ----- |
| 2023-2024             | Brésil                | Copa América 2024     | 4              | 0              | 0              | 2                 | 0                 | 0                 | 4              | 3              | 0              | 10    | 3     | 0     |
| 2024-2025             | Brésil                | -                     | -              | -              | -              | 4                 | 0                 | 0                 | -              | -              | -              | 4     | 0     | 0     |
| Total sur la carrière | Total sur la carrière | Total sur la carrière | 4              | 0              | 0              | 6                 | 0                 | 0                 | 4              | 3              | 0              | 14    | 3     | 0     |

## Palmarès
| Palmeiras (6): | 🇪🇸 Réal Madrid (2): |
| --- | --- |
| | |
| - Championnat du Brésil (2) - Champion : 2022, 2023 - Supercoupe du Brésil (1) - Vainqueur : 2023 - Campeonato Paulista (2) - Champion : 2023, 2024 - Copa São Paulo de Futebol Júnior (1) - Vainqueur : 2022 - Championnat du Brésil des moins de 20 ans (1) - Champion : 2022 - Coupe du Brésil des moins de 17 ans (1) - Vainqueur : 2022 | Supercoupe de l'UEFA(1) - Vainqueur : 2024 Coupe intercontinentale de la FIFA (1) - Vainqueur : 2024 Coupe d'Espagne - Finaliste : 2025 |

### Distinction personnelle
| Distinction        | Date |
| ------------------ | ---- |
| Samba d'or -20 ans | 2022 |

## Vie personnelle
En 2024, il est devenu chrétien baptiste et a été baptisé à l’Église baptiste de Lagoinha à Madrid.